# Рассел Буфаліно
Рассел Буфаліно (англ. Russell Bufalino, ім'я при народженні — Розаріо Альберто Буфаліно (італ. Rosario Alberto Bufalino), також був знаний як «Макгі» (англ. McGee) і «Старий» (англ. The Old Man); 29 жовтня 1903, Монтедоро, провінція Кальтаніссетта, Сицилія, Італія — 25 лютого 1994, Кингстон, округ Люзерн, Пенсільванія, США) — американський мафіозі сицилійського походження, з 1949 по 1994 рік був босом в злочинній сім'ї Буфаліно на північному сході Пенсільванії. Хоча очолювана Буфаліно сім'я була невеликою, він у той же час користувався значним впливом в «Коза Ностра».

## Ранні роки
Буфаліно народився 29 жовтня 1903 року в Монтедоро (Сицилія). 1906 року сім'я Буфаліно іммігрувала до США. В'їхавши на нову батьківщину через Нью-Йорк, вони оселилися в Буффало (штат Нью-Йорк). Рассел став злочинцем в підлітковому віці. Він співпрацював з багатьма бандитами Буффало, деякі з них пізніше стали лідерами місцевої злочинної сім'ї та інших сімей «Коза Ностра» на східному узбережжі Сполучених Штатів. Ці відносини виявилися дуже корисними для Буфаліно в його кримінальній кар'єрі. Родинні й кланові зв'язки були важливі для сицилійсько-американських злочинців; завдяки їм вони створили сильну, приховану систему підтримки, в яку не могли потрапити сторонні і правоохоронні органи. Особливо близькі відносини у Рассела склалися з Джоном Монтаною, також уродженцем Монтедоро, що користувався великим впливом в сім'ї Буффало.

## Кримінальна кар'єра в Нью-Йорку
Будучи молодою людиною, Буфаліно брав участь у традиційних справах злочинного світу, таких як азартні ігри, здирництво, грабіж, крадіжки й стягнення боргів. До того часу, коли Буфаліно виповнилося 20 років, на його рахунку вже були арешти за дрібне злодійство, приховування вкраденого, змова з метою перешкодити правосуддю і торгівлю наркотиками. Коли в 1919 році був введений «сухий закон», Буфаліно швидко включився в новий прибутковий бізнес — бутлегерство.

## Кримінальна кар'єра в Пенсільванії
На початку 1920-х років Буфаліно почав працювати з Джозефом Барбарою, ще одним молодим жителем Нью-Йорка. Обидва були сицилійцями і мали спільних друзів у злочинному світі Буффало. Незабаром Буфаліно переїхав зі своєю новою дружиною в Ендікотт (штат Нью-Йорк), на територію Барбари. Буфаліно і Барбара встановили тісні робочі стосунки протягом 1930-х років. 1940 року, коли Барбара став босом кримінальної сім'ї на північному сході Пенсільванії, він назвав Буфаліно своїм заступником (англ. underboss). Расселл переїхав у Кінгстон (штат Пенсільванія), звідки було зручніше контролювати операції сім'ї.
Злочинна сім'я північного сходу Пенсільванії була досить маленькою; на піку в ній було від 30 до 40 повноправних членів. Сім'я контролювала організовану злочинність у північно-східній частині штату Пенсільванія, насамперед в окрузі Люзерн, і в північній частині штату Нью-Йорк. Сім'я також проводила операції в деяких частинах Нью-Джерсі, Огайо і Південної Флориди. Це була одна з найменших злочинних сімей на північному сході; однак у неї були міцні зв'язки з більшою і впливовішою злочинною сім'єю міста Буффало і з однією з п'яти сімей Нью-Йорка — Бонанно. Ці зв'язки дали Барбарі більше впливу в мафіозній комісії, яка регулювала всі мафіозні сім'ї. Будучи заступником боса, Буфаліно мав можливість зустрічатися з босами «Коза Ностри».
За іншими даними, Джозеф Барбара ніколи не був главою мафії Північно-східної Пенсільванії, будучи тільки капо. Після того, як в 1949 році помер бос сім'ї Джон Шиандра, виконувачем обов'язків голови угруповання став Рассел, а його консультантом був Санто Вольпе.

## Аппалачинська конференція
У 1957 році після вбивства Альберта Анастазії «Коза Ностра» опинилася на межі міжусобної війни. Бажаючи цього уникнути, боси мафії вирішили зустрітися і врегулювати проблеми, що накопичилися. Місцем зустрічі став маєток капо мафії у північно-східній Пенсільванії в Апалачин (Нью-Йорк) — Джозефа Барбари. Безпосередньо організацією конференції займався Рассел Буфаліно.
14 листопада 1957 року в Апалачин приїхав 101 провідний американський гангстер, що представляли всі 27 злочинних сімей США, а також представники мафії Канади і Сицилії. Серед учасників були боси нью-йоркських родин Віто Дженовезе, Карло Гамбіно і Джозеф Бонанно (хоча в автобіографії «Людина честі» він стверджував, що його там не було), а також бос чиказької мафії Сем Джанкана і бос сім'ї з Тампи (Флорида) Санто Траффіканте-молодший.
Проте зустріч закінчилася катастрофою. Ще в 1956 році місцева поліція встановила спостереження за маєтком Барбари, який офіційно був торговцем безалкогольними напоями, а також був підозрюваним у трьох вбивствах. Той факт, що син Барбари бронює місця в місцевому готелі, а також замовляє м'ясо у великих кількостях, викликав підозри у Едгара Д. Кросвелла, сержанта Бюро розслідування кримінальної поліції штату. Його підозри зросли після того, як Кросвелл побачив безліч дорогих машин, що прямують до маєтку Барбари. Незабаром федеральні агенти і поліцейські штату оточили будинок і блокували під'їзди до нього. Підняті по тривозі, гангстери почали розбігатися. В той день було заарештовано понад 69 відомих мафіозі, у тому числі Буфаліно, в той же час понад півсотні вдалося втекти. Однак, як і у випадку більшості заарештованих, всі звинувачення кінець кінцем були зняті. Велику роль у цьому зіграв Рассел Буфаліно. Саме він і його юристи першими подали апеляцію в Апеляційний суд другого округу США, який задовольнив її, тим самим виправдавши його. Приклад Буфаліно наслідували й інші мафіозо, затримані в Апалачині, також домігшись виправдання. Таким чином, провал Апалачинської зустрічі вдарив по престижу і впливу Барбари, послабивши його позиції, в той час як успішний захист в Апеляційному суді другого округу США значно підвищив статус Буфаліно серед мафіозі на національній сцені.

## Зміна керівництва сім'ї
Ослаблення позицій Барбари, посилення впливу Буфаліно і смерть Вольпе призвели до того, що Рассел Буфаліно офіційно очолив сім'ю Скрантон-Піттстона. Незабаром Буфаліно став втіленням шановного, стриманого, хитрого і раціонального боса мафії, який знав, як передавати повноваження і приховувати свою справжню владу і вплив. Його дуже поважали як у мафії, так і за її межами. На репутацію Буфаліно позитивно впливала і його звичка ніколи не виставляти напоказ багатство і владу.
У 1958 році Буфаліно і його давній друг і партнер Анжело Бруно, бос філадельфійської мафії, допомогли повернутися в США популярному на початку 1950-х років естрадному співакові Елу Мартіно, якому довелося виїхати до Великої Британії, після того, як Альберт Анастазія, бос нью-йоркської сім'ї Гамбіно, вимагав у нього $75 тисяч за безперешкодне продовження кар'єри. Пізніше, саме Буфаліно допоміг Мартіно отримати роль співака Джоні Фонтейна в культовому фільмі «Хрещений батько».
В жовтні 1963 року рядовий член нью-йоркської сім'ї Дженовезе Джозеф Валачі, раніше засуджений до смерті своїм босом, зізнався постійному підкомітету Сенату розслідувань, який у той час очолював сенатор від штату Арканзас Джон Маклеллан, в тому, що мафія дійсно існує. Комітет Маклеллана з 1957 року проводив слухання щодо зв'язку між організованою злочинністю та профсоюзом водіїв-дальнобійників. Саме Валачі виявився найбільшою зіркою підкомітету. Мільйони американців спостерігали за слуханнями по телебаченню, коли Валачі назвав головних босів мафії в США, в тому числі Буфаліно. Пізніше Комітет схарактеризував Буфаліно як «...одного з найбезжальніших і впливових лідерів мафії в Сполучених Штатах».
Стверджувалося також, що Буфаліно мав тісні контакти в ЦРУ і брав участь в «Кубинському проєкті» операції «Коза ностра—ЦРУ», метою якої було вбивство кубинського лідера Фіделя Кастро. Дехто вважає, що Буфаліно був замішаний у можливій змові «Коза Ностри» щодо вбивства президента Джона Ф. Кеннеді. Однак немає достовірних доказів того, що Буфаліно намагався вбити Кеннеді.

## Процвітання сім'ї
Протягом 1960-х і 1970-х років Буфаліно і його родина був задіяні в основних кримінальних галузях, таких як нелегальні азартні ігри, видача позик під високий процент і профспілковий рекет. Велика частина первісної влади родини походила від контролю над профспілками вуглевидобувників і вантажоперевізників в Пенсільванії. Буфаліно продовжував контролювати прибуткові інтереси в галузі та найвпливовіші профспілки. Також сім'я мала законні інвестиції в нерухомість і різні підприємства. 1974 року Буфаліно почав розширювати вплив своєї сім'ї в північній частині штату Нью-Йорк. Смерть боса сім'ї міста Буффало Стефано Магаддіно залишила цю сім'ю роздробленою, а її влада зменшилася. Буфаліно відправив членів сім'ї в північну частину штату, щоб організувати ігрову діяльність і перевірити можливі інвестицій в будівельну галузь.
До 1970-х років Буфаліно став старшим мафіозі в «Коза Ностра». Стверджувалося, що на початку 1970-х років Буфаліно був призначений Комісією «тимчасовим начальником» або санкціонованим наглядачем сім'ї Дженовезе в той час, коли вона переживала внутрішні труднощі.
Конгресмен Ден Флуд, що обирався в Палату представників США з 1945 по 1980 рік від північного сходу Пенсільванії, ставав об'єктом розслідувань щонайменше восьми окремих офісів прокурорів, проти нього було подано 175 можливих справ. Флуд використовував свій вплив, щоб направляти федеральні контракти потрібним людям і корпораціям в обмін на грошові відкати.
«Трикутник Флуд-Медіко-Буфаліно» (англ. 'Flood-Medico-Bufalino Triangle') був одним з прикладів. Medico Industries з Плейнс-Тауншип (штат Пенсільванія), що отримала за допомогою Флуда контракт Міністерства оборони США на суму $3,9 млн на виробництво 600 000 боєголовок для використання під час війни у В'єтнамі. Буфаліно, який часто відвідував офіси Medico, був помічником генерального менеджера Вільяма «Біллі» Медіко і президента Філіпа Медіко, який був капореджиме в сім'ї Буфаліно. ФБР виявило, що Флуд часто літає літаком Medico Industries. У кінцевому підсумку Флуд був засуджений за хабарництво і залишив Конгрес в 1980 році.
У 1975 році за загадкових обставин зник відомий профспілковий діяч Джиммі Хоффа, який претендував на пост президента Міжнародного братства перевізників, впливової профспілки водіїв-далекобійників, керівництво якої було тісно пов'язане з мафією. Одним з підозрюваних у зникненні і можливому вбивстві Хоффи був Буффаліно, але ФБР не вдалося знайти доказів його провини. 2004 року письменник Чарльз Брандт, автор документальних детективів, опублікував книгу I Heard You Paint Houses (в перекладі з англ.  — «Я чув, ти фарбуєш будинку»), засновану на розповідях Френка «Ірландця» Ширана, який був соратником Хоффи по профспілковій діяльності і одночасно штатним кілером мафії і другом Буфаліно. У цій книзі Ширан зізнається у вбивстві Хоффи, вчиненому ним за наказом Буфаліно. У тій же книзі Брандт, посилаючись на другу дружину продюсера фільму «Хрещений батько» Ела Рудді, пише, що остаточний варіант сценарію фільму схвалив особисто Рассел Буфаліно.

## Звинувачення у здирництві
У 1977 році Буфаліно було пред'явлено звинувачення у здирництві. Він погрожував людині, який був винен 25 000 доларів скупникові крадених алмазів, пов'язаного з родиною Буфаліно. Боржник, який перебував під наглядом правоохоронних органів, вирішив дати свідчення проти Буфаліно і взяти участь у Програмі захисту свідків. Як тільки Буфаліно було пред'явлено звинувачення, він зробив кроки, щоб зменшити ймовірність подальших кримінальних звинувачень. Він призначив консильєрі Едді Шиандра виконувачем обов'язків боса і усунувся від повсякденних операцій сім'ї. 8 серпня 1978 року Буфаліно був засуджений до чотирьох років позбавлення волі за участь у спробі здирництва. Що стосується інциденту під час винесення вироку, Буфаліно заявив суду: «Якщо б вам довелося мати справу з такою твариною, суддя, ви б зробили те ж саме, чорт візьми». Опинившись у в'язниці, Буфаліно використовував свого давнього водія і помічника Френка «Ірландця» Ширана, щоб вести свої особисті справи і доставляти накази чинним керівникам.

## Замах на вбивство
Протягом 1980-х років федеральні правоохоронні органи по всій країні продовжували свої розслідування, спрямовані на верхній ешелон «Коза Ностри». За цим пішло безліч обвинувальних вироків і судових процесів, в тому числі кілька звинувачень високого рівня, таких як звинувачення босів нью-йоркських родин у відомому судовому процесі над Мафіозною комісією 1986 року. Успішне судове переслідування головних босів нью-йоркської мафії в середині 1980-х років, схоже, дещо стимулювало і мотивувало правоохоронні органи на всій території Сполучених Штатів, оскільки подальші розслідування і контроль з боку ЗМІ були застосовані до головних членів мафії зі всієї території Сполучених Штатів.
Після звільнення з в'язниці на початку 1970-х років Буфаліно також став пріоритетною ціллю для федеральних слідчих. Незабаром йому було пред'явлено звинувачення в змові з метою вбивства, про яку свідчив цей чоловік перед великим журі проти нього в 1977 році. До суду над здирництвом Буфаліно виявив місто, де переховувався свідок звинувачення і попросив виконувача обов'язків боса мафії Лос-Анджелеса Джиммі Фратіанно визначити місцезнаходження свідка, який переховувався в Каліфорнії. Потім Буфаліно відправив команду, щоб вбити свідка. Пізніше Фратіанно сказав Буфаліно, що не може знайти свідка. На жаль для Буфаліно, Джиммі Фратіанно виявився урядовим інформатором. Тепер Фратіанно був висунутий для дачі свідчень проти Буфаліно, якого в підсумку засудили до 10 років в'язниці.

## Занепад і смерть
Буфаліно знову опинився у в'язниці і сила сім'ї, яка перебувала під федеральним розслідуванням, почала зменшуватися. Багато членів сім'ї з нетерпінням чекали виходу на пенсію. Самому Буфаліно було вже за 80, і він був хворий. У 1989 новим главою сім'ї став Біллі Д'Еліа.
В кінці десятиліття Буфаліно був звільнений з в'язниці. Попри похилий вік, він продовжував чинити значний вплив на діяльність «Коза Ностри» та за ним постійно стежила федеральна влада. 25 лютого 1994 року Буфаліно помер від природних причин в Меморіальній лікарні Несбітт в Кінгстоні, штат Пенсільванія у віці 90 років. Він похований на кладовищі Денісон в Форті-Форт (Пенсильванія).

## Особисте життя
Дружина — Керрі з відомої мафіозної сім'ї Шиандра. Дітей у Рассела і Керрі не було.

## Образ у кіно
У фільмі 2019 року «Ірландець» (реж. Мартін Скорсезе) роль Буфаліно виконав Джо Пеші.